# Il fango e le stelle
Il fango e le stelle è un film del 1921, scritto e diretto dal regista Pier Angelo Mazzolotti con protagonisti Italia Almirante Manzini e Oreste Bilancia.

## Trama
«È la storia della redenzione di una donna perduta: la piccola fioraia che abbandonata a se stessa, si perde e si travia, cade nelle mani di un bruto, il quale ne sfrutta la bellezza, ne fa la sua complice e la sua schiava. E la donna dai grandi occhi neri, in fondo ai quali si può leggere ancora un'espressione di bontà soffocata, ma non spenta, si redime nell'amore di un uomo forte, un astronomo insigne. Nella pace di una casa dove tutto è sereno come limpido cielo, che nelle notti stellate, il suo abitatore dal grande occhio del telescopio scruta e osserva. Quanta lotta in quella povera anima che oscilla tra il vizio e la santità di un affetto; che sente il suo cuore portato in alto verso colui che l'ha salvata, e sente insieme gravar su di lei la torbida passione dell'avventuriero che se ne è impossessato, che l'ama, e che, geloso, è pronto ad ucciderla! Ma la perduta ascolta la voce del cuore e sale dal fango su in alto fino alle stelle!».

## Critica
Aurelio Spada in La rivista cinematografica del 25 marzo 1922: «[...] Il fango e le stelle mi è parso un lavoro mancato. L'autore, che è anche il direttore del film, non può certo invocare le attenuanti per tutte le illogicità, le inverosimiglianze e i luoghi comuni della sua opera [...]. Italia Almirante Manzini [...] questa volta manca l'anima e il carattere al suo personaggio e la sua bellezza non basta a riscattare la freddezza e la convenzionalità della recitazione. Alberto Pasquali, valorosissimo attore [...] è qui assolutamente fuori posto. Inutile è la funzione drammatica di Oreste Bilancia. La sua comicità a nulla serve e la sua presenza è superflua. Avremmo almeno desiderato che il Mazzolotti, in luogo di quel modesto gruppo allegorico, ci mostrasse le stelle, le stelle vere, una visione poetica del firmamento. Credo che nessuno, fin qui, abbia osato cimentarsi col divino volto del cielo! Quale bella occasione per tentare la difficile prova. E quale ironia invece assistere alle evoluzioni del gigantesco cannocchiale, assistere a lezioni di astronomia, e a conciliaboli di astronomi, e non vedere mai un lembo di cielo, né la luce palpitante di un astro! [...]».

Giuseppe Lega in La vita cinematografica del 15 luglio 1923: «[...] Italia Almirante [...] che ci ha dato prove indubbie del suo talento, nel dramma di Mazzolotti Il fango e le stelle ha completamente tradito la nostra attesa. È stata monotona e incolore, come non avevamo mai notato prima d'oggi. Mentre il soggetto del collega Mazzolotti aveva in sé ottimi elementi drammatici per dar motivo ad una interpretazione vibrante e possente. Se la signora Almirante non ci ha persuaso, meno di lei ci ha persuaso Oreste Bilancia. Si sono salvati decorosamente il Pasquali e Franz Sala. La messa in scena è bella, discreta la fotografia. Il lavoro ha incontrato, tuttavia, il favore del pubblico.».